# Robert R. Wilson
Robert Rathbun Wilson (4 de marzo de 1914 - 16 de enero de 2000) fue un físico estadounidense conocido por su trabajo en el Proyecto Manhattan durante la Segunda Guerra Mundial, como escultor y arquitecto del Fermi National Accelerator Laboratory (Fermilab), donde fue el primer director de 1967 a 1978. Graduado de la Universidad de California, Berkeley (BA y PhD), Wilson recibió su doctorado bajo la supervisión de Ernest Lawrence por su trabajo en el desarrollo del ciclotrón en el Laboratorio de Radiación de Berkeley. Posteriormente fue a la Universidad de Princeton para trabajar con Henry DeWolf Smyth en la separación isotópica del uranio. En 1943, Wilson y muchos de sus colegas se unieron al Laboratorio Nacional de Los Álamos del Proyecto Manhattan, donde Wilson se convirtió en el jefe de su Grupo de Ciclotrones (R-1) y más tarde de su División de Investigación (R). Después de la guerra, Wilson se unió brevemente a la facultad de la Universidad de Harvard como profesor asociado, luego fue a la Universidad de Cornell como profesor de física y director de su nuevo Laboratorio de Estudios Nucleares. Wilson y sus colegas de Cornell construyeron cuatro sincrotrones de electrones. En 1967 asumió la dirección del Laboratorio Nacional de Aceleradores, posteriormente conocido como Fermilab. Se las arregló para completar la instalación a tiempo y dentro del presupuesto, pero al mismo tiempo la hizo estéticamente agradable, con un edificio administrativo principal que recordaba deliberadamente a la Catedral de Beauvais y una pradera restaurada con una manada de bisontes americanos. Renunció en 1978 en una protesta contra lo que consideraba una financiación gubernamental inadecuada.

## Primeros años de vida
Robert Rathbun Wilson nació en Frontier, Wyoming, en 1914, hijo de Platt Elvin y Edith Elizabeth (Rathbun) Wilson. Tenía una hermana mayor, Mary Jane. Sus padres se separaron cuando él tenía ocho años, y la custodia fue otorgada a su padre, aunque vivió con su madre de vez en cuando. Gran parte de sus primeros años la pasó en ranchos ganaderos. Cambió de escuela con frecuencia, incluida la Todd School en Woodstock, Illinois, donde trabajaba su abuela.
Wilson ingresó a la Universidad de California, Berkeley, en 1932, y recibió su título de Licenciado en Artes (AB) cum laude en 1936. Se unió al Laboratorio de Radiación de Ernest O. Lawrence, que en ese momento se estaba convirtiendo en el principal sitio estadounidense de física experimental y teórica gracias a los esfuerzos de Lawrence y J. Robert Oppenheimer, respectivamente. Wilson recibió su Doctorado en Filosofía (PhD) en 1940 por su tesis sobre "Teoría del ciclotrón". Ese año se casó con Jane Inez Scheyer.
Wilson tuvo problemas con la dura frugalidad de Lawrence mientras trabajaba en el ciclotrón y fue despedido dos veces del Laboratorio de Radiación. La primera vez fue por la pérdida de un sello de goma en el ciclotrón de 37 pulgadas que impidió su uso en una demostración a un posible donante. Más tarde fue recontratado a instancias de Luis Álvarez, pero derritió un costoso par de alicates mientras soldaba y fue despedido nuevamente. Aunque le ofrecieron retornar al trabajo, decidió ir a la Universidad de Princeton para trabajar con Henry DeWolf Smyth.

## Proyecto Manhattan
En Princeton, Wilson se hizo cargo del proyecto de Smyth, el desarrollo de un enfoque alternativo a la separación isotópica del método calutrón de Lawrence, utilizado con el propósito de separar el isótopo de uranio fisible uranio-235 del mucho más común uranio-238, que es una paso clave para producir una bomba atómica. Para 1941, el proyecto había producido un dispositivo llamado "isotrón", que, a diferencia del calutrón, usaba un campo eléctrico para separar el uranio en lugar de uno magnético.
El trabajo en Princeton terminó durante la Segunda Guerra Mundial cuando el laboratorio secreto de Oppenheimer para la investigación de la bomba atómica, el Laboratorio Nacional de Los Álamos del Proyecto Manhattan, abrió sus puertas en 1943. "Como un grupo de soldados profesionales", recordó Wilson más tarde, "nos inscribimos, en masa, para ir a Los Álamos".

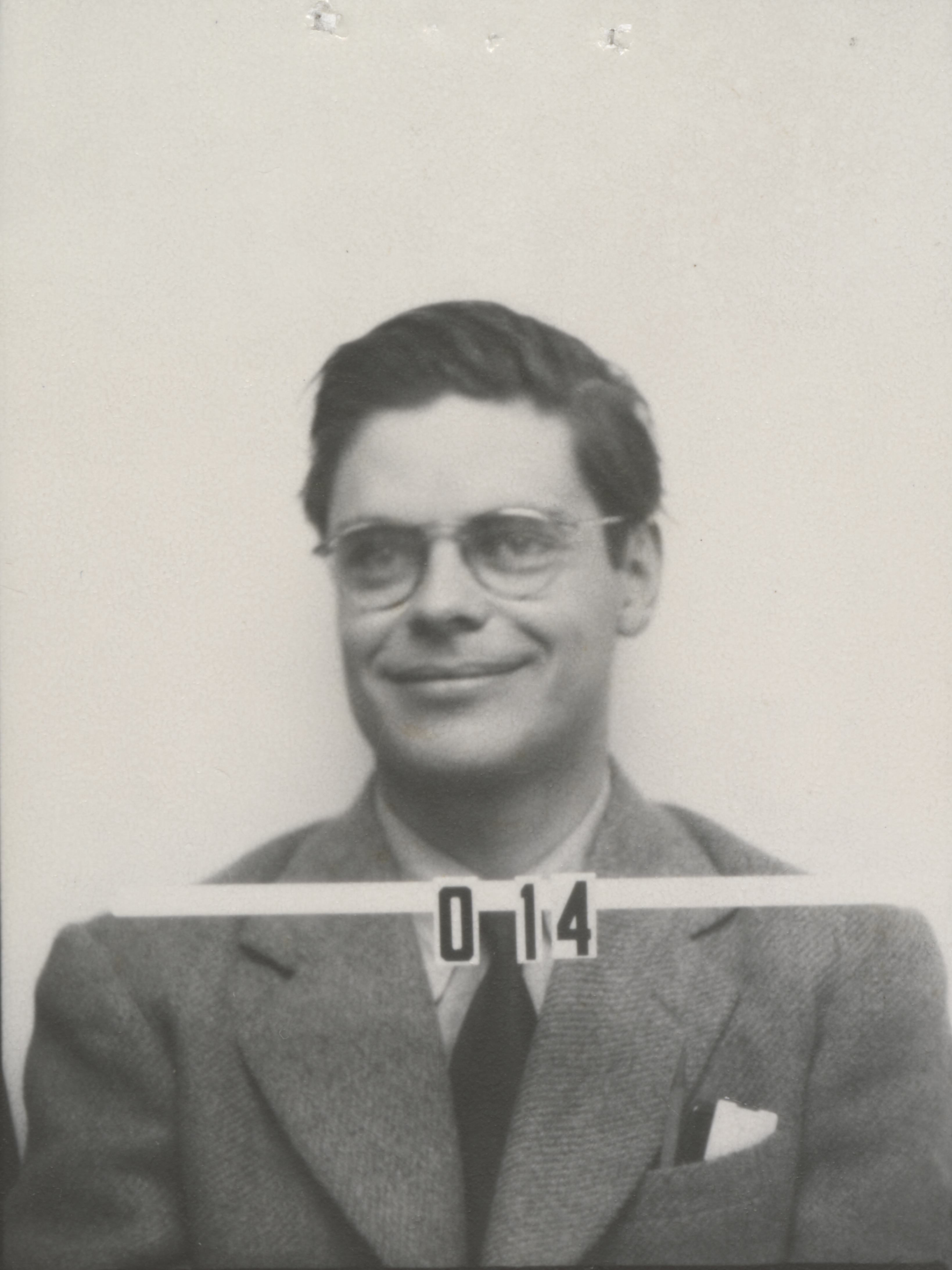
Foto de la placa de identificación de Robert R. Wilson de Los Álamos

Wilson se mudó allí con parte de su personal de Princeton y el ciclotrón de la Universidad de Harvard, y Oppenheimer lo nombró jefe del Grupo de ciclotrones (R-1). Solo con poco más de veinte años, era el líder de grupo más joven en la división experimental. El ciclotrón se usaría para medir la sección transversal de neutrones del plutonio.
Cuando Oppenheimer reorganizó el laboratorio en agosto de 1944 para centrarse en el desarrollo de un arma nuclear de tipo implosión, Wilson se convirtió en jefe de la División R (Investigación). Como tal, tenía cuatro grupos que le reportaban: el Grupo Ciclotrón (R-1), todavía encabezado por él mismo; el Grupo Electrostático (R-2), encabezado por John H. Williams ; el Grupo DD (Deuterio) (R-3), encabezado por John H. Manley; y el Grupo de Radiactividad (R-4), encabezado por Emilio G. Segrè. En marzo de 1945, la División R adquirió la responsabilidad adicional de desarrollar instrumentación para la prueba nuclear Trinity en julio de 1945. Wilson ayudó a apilar cajas de explosivos para la prueba que la precedió. En Los Álamos, también participó activamente en asuntos comunitarios, sirviendo en el concejo municipal.
En mayo de 1945, cuando la Alemania nazi se rindió y cuando se descubrió que el proyecto de energía nuclear alemán estaba retrasado años, la motivación inicial para el proyecto de la bomba atómica se disipó, y Wilson planteó la cuestión de si debían continuar con su trabajo. La noticia de esto tuvo una recepción gélida por parte del mayor general Leslie Groves, director del Proyecto Manhattan. En su vida posterior, cuando fue entrevistado en el documental nominado al Oscar The Day After Trinity (1980), Wilson diría que debería haber considerado seriamente dejar de trabajar en la bomba después de la rendición de Alemania, y lamentó no haberlo hecho en ese momento.  Richard Feynman recordó haber visto a Wilson sentado y deprimido en la mañana justo después de la prueba de Trinity mientras todos celebraban. Cuando se le preguntó por qué, Wilson le dijo a Feynman: "Es algo terrible lo que hicimos".
Después del bombardeo atómico de Hiroshima y Nagasaki, Wilson ayudó a organizar la Asociación de Científicos de Los Álamos (ALAS), que pidió el control internacional de la energía atómica. La petición fue llevada por Oppenheimer a Washington D. C., y finalmente llegó a través del Secretario de Guerra Henry L. Stimson al Presidente Harry S. Truman.

## Posteriormente a la Segunda Guerra Mundial

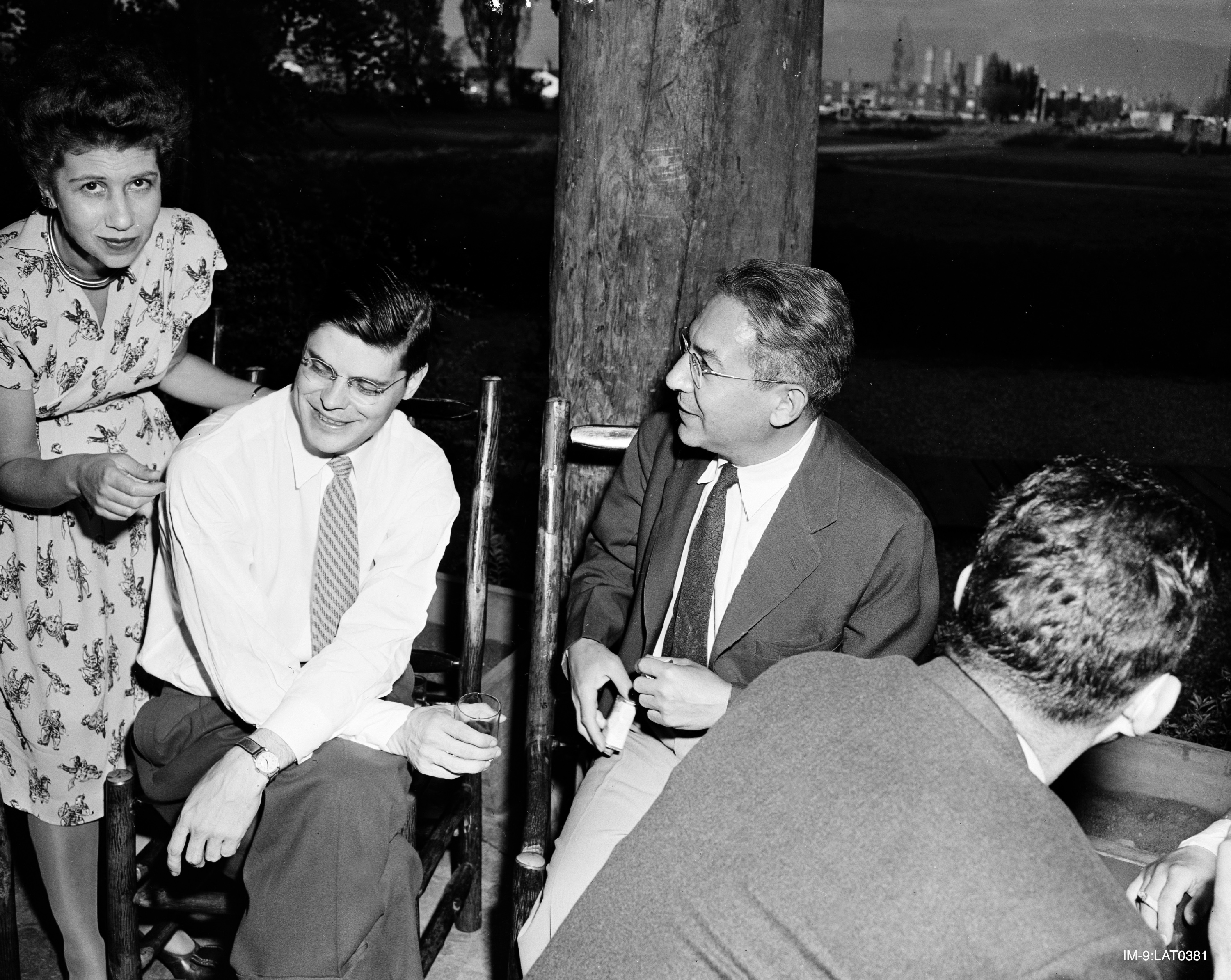
Jane y Robert Wilson con II Rabi (c. 1950)

Después de la guerra, Wilson también ayudó a formar la Federación de Científicos Estadounidenses y se desempeñó como presidente en 1946. Aceptó un nombramiento como profesor asociado en Harvard, pero pasó los primeros ocho meses de 1946 en Berkeley diseñando un nuevo ciclotrón de 150 MeV para Harvard para reemplazar el que se llevó a Los Álamos. En Harvard, Wilson publicó un artículo seminal, "Uso radiológico de protones rápidos", que fundó el campo de la protonterapia.

### Cornell
En 1947, Wilson fue a la Universidad de Cornell como profesor de física y director de su nuevo Laboratorio de Estudios Nucleares . En Cornell, Wilson y sus colegas construyeron cuatro sincrotrones de electrones. El primero, un sincrotrón de 300 MeV, estaba en construcción cuando llegó. En un informe de 1948 a la Oficina de Investigación Naval, describió su propósito:

The most important problems of nuclear physics, to our minds are: What are the elementary particles of which nuclei are made and what is the nature of the forces that hold these particles together? A more general but connected problem concerns the general expression of electrical laws at such high energies as will be produced by our synchrotron. Our experiments are planned to attack all three problems. Thus we hope to produce artificial mesons which are supposedly elementary particles and to study the interactions of these mesons with nuclei. Further, we shall explore the electrical interactions of high energy electrons with electrons and protons in search of evidence pointing to a correct theory of electricity at high energy.
Para nosotros, los problemas más importantes de la física nuclear son: ¿Cuáles son las partículas elementales de las que están hechos los núcleos y cuál es la naturaleza de las fuerzas que mantienen unidas a estas partículas? Un problema más general pero relacionado se refiere a la expresión general de las leyes eléctricas a energías tan altas como las que producirá nuestro sincrotrón. Nuestros experimentos están planeados para atacar los tres problemas. Por lo tanto, esperamos producir mesones artificiales que supuestamente son partículas elementales y estudiar las interacciones de estos mesones con los núcleos. Además, exploraremos las interacciones eléctricas de electrones de alta energía con electrones y protones en busca de evidencia que apunte a una teoría correcta de la electricidad a alta energía.

Wilson inició la construcción de un sincrotrón de 1,4 GeV en 1952. Como había previsto en 1948, produjo mesones K y mesones rho artificiales, y probó la electrodinámica cuántica a distancias cortas. La última máquina que construyó en Cornell fue un sincrotrón de 12 GeV que sigue en uso como inyector para el Anillo de almacenamiento de electrones de Cornell (CESR), construido entre 1977 y 1999. Está ubicado en lo que ahora se conoce como Wilson Synchrotron Laboratory.
Wilson fue uno de los primeros físicos en utilizar el método de Monte Carlo, que utilizó para modelar lluvias de partículas iniciadas por electrones y protones. Inventó el cuantómetro para poder medir la intensidad de los haces de rayos X de alta energía.

### Fermilab
En 1967 se ausentó de Cornell para asumir la dirección del incipiente National Accelerator Laboratory en Batavia, Illinois, que iba a ser el acelerador de partículas más grande construido hasta entonces (lo seguiría siendo hasta el comienzo de la operación del gran colisionador de electrones y positrones en el CERN en 1989). En 1969, Wilson fue llamado para justificar la máquina multimillonaria ante el Comité Conjunto del Congreso sobre Energía Atómica. En contra de la tendencia del día, Wilson enfatizó que no tenía nada que ver con la seguridad nacional, más bien:

It only has to do with the respect with which we regard one another, the dignity of men, our love of culture... It has to do with: Are we good painters, good sculptors, great poets? I mean all the things that we really venerate and honor in our country and are patriotic about. In that sense, this new knowledge has all to do with honor and country but it has nothing to do directly with defending our country except to help make it worth defending.
Sólo tiene que ver con el respeto con que nos miramos, la dignidad de los hombres, nuestro amor por la cultura... Tiene que ver con: ¿Somos buenos pintores, buenos escultores, grandes poetas? Me refiero a todas las cosas que realmente veneramos y honramos en nuestro país y somos patrióticos. En ese sentido, este nuevo conocimiento tiene que ver con el honor y el país, pero no tiene nada que ver directamente con la defensa de nuestro país, excepto para ayudar a que valga la pena defenderlo.

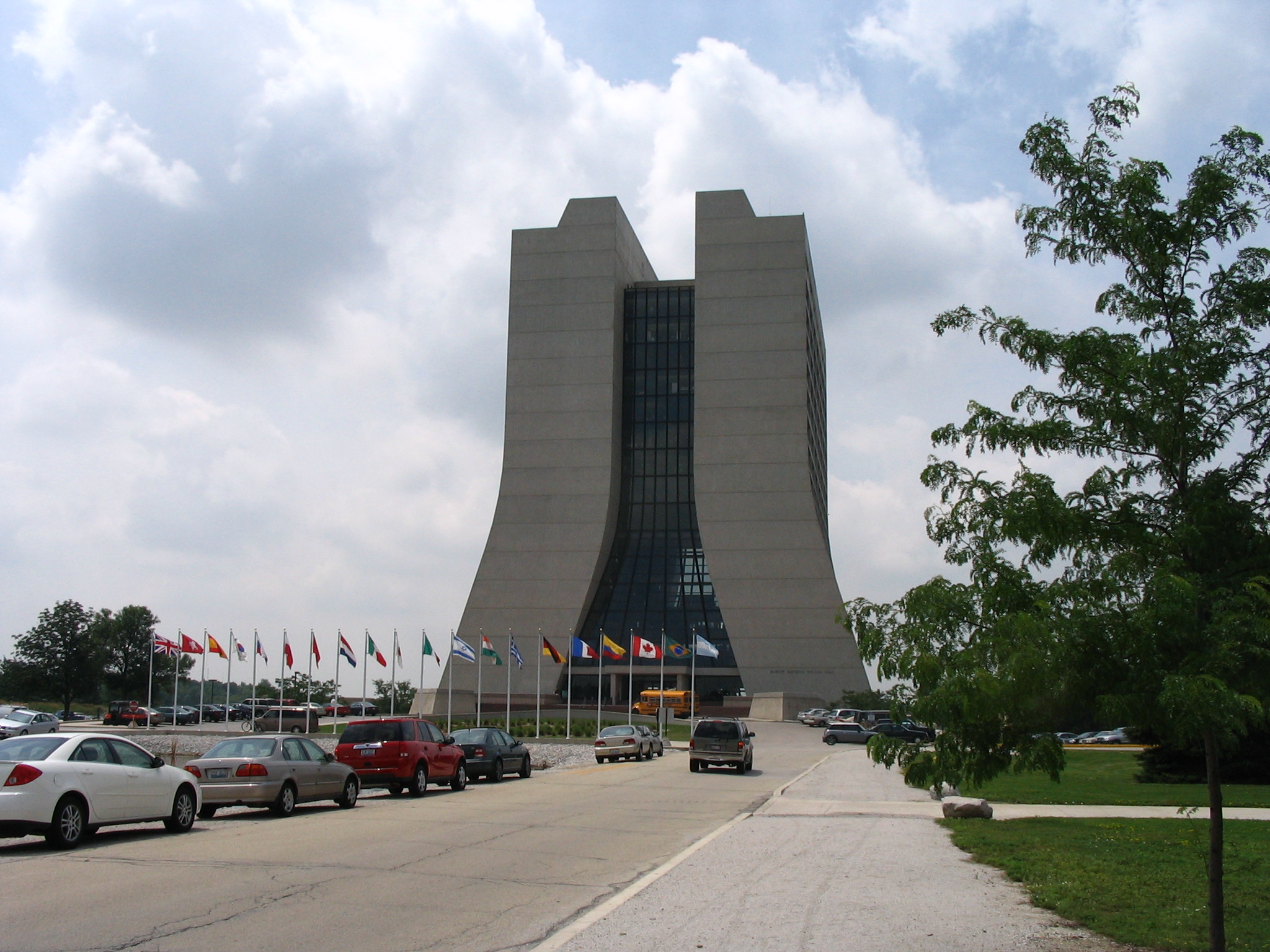
Wilson tuvo un papel directo en el diseño estético del Fermi National Accelerator Laboratory. Aquí se muestra el Hall Robert Rathbun Wilson.

Gracias al liderazgo talentoso de Wilson, un estilo de gestión muy adoptado de Lawrence, la instalación se completó a tiempo y por debajo del presupuesto. Según Wilson, le dio al presidente de la Comisión de Energía Atómica, Glenn T. Seaborg, su garantía "firmada con sangre" de que no excedería el presupuesto autorizado de $ 250 millones y "se pudriría en el infierno" si lo hiciera. La instalación se centró en un acelerador de 400 GeV de cuatro millas de circunferencia. Posteriormente, Wilson inició el diseño del Tevatrón, un acelerador de partículas de 1 TeV. El Laboratorio Nacional de Aceleradores, pasó a llamarse Laboratorio Nacional Fermi en 1974, en honor a Enrico Fermi. Con frecuencia se le conoce como "Fermilab".
Wilson había estudiado escultura en la Academia de Bellas Artes de Florencia en Italia durante su año sabático en 1961, y quería que el Fermilab fuera un lugar atractivo para trabajar, creyendo que la armonía externa fomentaría la armonía interna también, y trabajó personalmente para evitar que parezca un "laboratorio gubernamental" estereotípico, desempeñando un papel clave en su diseño y arquitectura. Alrededor de las instalaciones había una pradera restaurada que servía de hogar a una manada de bisontes americanos que comenzó cuando Wilson trajo un macho y cuatro hembras en 1969.

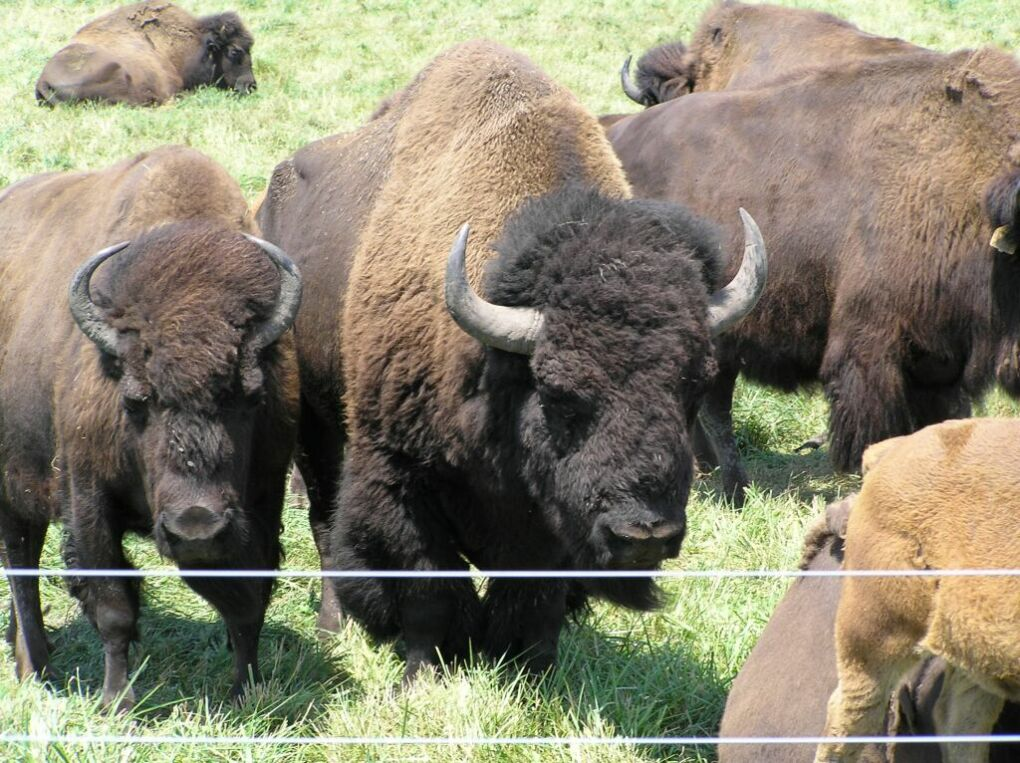
Bisontes pastan en la pradera cerca del Laboratorio Nacional de Aceleradores de Fermi

El sitio también tenía estanques y un edificio principal que recordaba deliberadamente a la Catedral de Beauvais. Fermilab también celebra su papel como lugar para el arte, presentando varias obras, incluidas "La cinta de Mobius", "El obelisco hiperbólico", "Tractricious" y "Broken Symmetry". Otra escultura de metal "Topológica III" se encuentra en el vestíbulo del Centro de Ciencias de Harvard. El edificio del Laboratorio Central de Fermilab fue nombrado Robert Rathbun Wilson Hall en su honor en 1980.
Wilson se desempeñó como director de Fermilab hasta 1978, cuando renunció en protesta por lo que consideró una financiación inadecuada por parte del gobierno federal. Luego se unió a la facultad de la Universidad de Chicago como Profesor Ritzma en el Instituto Enrico Fermi. Se convirtió en profesor emérito de física en Chicago en 1980. Se mudó a la Universidad de Columbia, donde se convirtió  I. I. Rabi Visiting Professor of Science and Human Relations en 1979, profesor de física Michael I. Pupin en 1980 y profesor emérito en 1982. Se retiró en 1983 y regresó a Ithaca, Nueva York.

## Premios y honores
Wilson recibió muchos premios y honores, incluida la Medalla Elliott Cresson del Instituto Franklin en 1964, la Medalla Nacional de Ciencia en 1973 y el Premio Enrico Fermi del Departamento de Energía en 1984. Fue elegido miembro de la Academia Nacional de Ciencias y de la Sociedad Filosófica Estadounidense, y fue presidente de la Sociedad Estadounidense de Física en 1985. En 1986, Wilson recibió el Golden Plate Award de la American Academy of Achievement.

## Muerte
Wilson sufrió un derrame cerebral en 1999, del que nunca se recuperó. Murió el 16 de enero de 2000, a la edad de 85 años, en un hogar de ancianos en Ithaca, Nueva York, y fue enterrado en el cementerio Pioneer del siglo XIX en el sitio de Fermilab. Le sobrevivieron su esposa, Jane; sus tres hijos, Daniel, Jonathan y Rand; y su hermana, Mary Jane Greenhill. Sus artículos se encuentran en la Biblioteca de la Universidad de Cornell.

## Otras lecturas
- Hilts, Philip J. (1982). Scientific Temperaments : Three Lives in Contemporary Science. New York: Simon and Schuster. ISBN 978-0-671-22533-9. OCLC 8688830.  Lengthy profiles of Wilson, geneticist Mark Ptashne, and computer scientist John McCarthy
- Weart, Spencer R. (2000). «From Frontiersman To Physicist: Robert Rathbun Wilson». Physics in Perspective (American Institute of Physics Center for History Of Physics) 2 (2): 141-203. Bibcode:2000PhP.....2..141W. ISSN 1422-6944. S2CID 115886156. doi:10.1007/s000160050041.